# Profiles Symphoniques
Profiles Symphonique - des trois komponistes celèbres, sur le thème de "Trois jolis tambours" is een compositie voor harmonieorkest of fanfare van de Nederlandse componist Kees Vlak. Het werk is door de componist opgedragen aan het Harmonieorkest Kunst na Arbeid (K.N.A.) Uithoorn.